# Куржекса
Куржекса — река в России, протекает по территории Саминского сельского поселения Вытегорского района Вологодской области.
Длина реки составляет 36 км. Течёт преимущественно на северо-запад. Устье реки находится в 19 км по левому берегу реки Самина, недалеко от деревни Тикачево.

## Притоки
(от устья)
- 5,2 км (лв): Сарожа
- 7 км (пр): Снежница
- 9 км (пр): Торика

## Данные водного реестра
По данным государственного водного реестра России относится к Балтийскому бассейновому округу, водохозяйственный участок реки — Бассейн Онежского озера без рр. Шуя, Суна, Водла и Вытегра, речной подбассейн реки — Свирь (включая реки бассейна Онежского озера). Относится к речному бассейну реки Нева (включая бассейны рек Онежского и Ладожского озера).
Код объекта в государственном водном реестре — 01040100612102000017413.